# Diego de los Reyes Balmaceda
Diego de los Reyes Balmaceda (1690–1733) nació en El Puerto de Santa María (Cádiz, España) y se trasladó a los siete años a Asunción (Paraguay), residiendo allí la mayor parte de su vida. 

## Ascenso a gobernador
Reyes Balmaceda se casó en Asunción con Francisca Benítez lo que le permitió incorporarse a una de las familias más relevantes, tanto económica, social y política, de la provincia. Su esposa era sobrina de los sacerdotes jesuitas Blás de Silva, provincial entre 1706 y 1709, y Pablo Benítez, superior de las Misiones entre 1721 y 1723; su hermano, Andrés Benítez, fue fiel ejecutor en 1702. Y, por parte de sus hermanas, era cuñada de Martín de Chavarri, miembro del cabildo entre 1711 y 1731 y de Ramón Caballero Bazán, miembro del cabildo desde 1706 a 1722.
En 1705, para sostener el precio de la yerba, el cabildo de Asunción decidió disminuir la oferta limitando el número de transportes de yerba mate hacia Buenos Aires estableciendo turnos para los barcos dedicados a esa tarea. Reyes Balmaceda, en su calidad de mercader y propietario de barcos, propuso a los miembros de la Real Hacienda de Buenos Aires transportar, sin cargo, los productos de la Corona a cambio de no cumplir con los turnos. Si bien la propuesta fue aceptada en Buenos Aires, el teniente general de gobernador José de Ávalos y Mendoza, miembro destacado del cabildo de Asunción entre 1693 y 1722, se opuso terminantemente a la idea.
Ante esta experiencia, Reyes Balmaceda consideró que debía incorporarse al cabildo para defender allí sus negocios, lo que consiguió en 1707. El siguiente paso fue, como era costumbre desde la segunda mitad del siglo XVII, comprar el cargo de gobernador lo que se hacía bajo la eufemística expresión de “donativos” o “aportes” a la Corona. A tal efecto, el 16 de junio de 1711, en Santiago del Estero, adquirió al general Antonio de Victoria, Caballero de la Orden de Santiago, el título de gobernador de la provincia del Paraguay que este último había obtenido previo pago de 1300 pesos, escudos de plata, para “gastos de la Corona”. El título, con la potestad de poder transferirse a un tercero en caso de que el titular no pudiera asumir el cargo, tenía una vigencia de cinco años que se contaba a partir del momento en que se asumía el mismo. Reyes Balmaceda viajó a Charcas para que la Real Audiencia autenticara esa adquisición. Recién con la muerte del gobernador Juan Gregorio Bazán de Pedraza, a principios de 1717, pudo presentarse ante el Cabildo de Asunción y exhibir el título adquirido seis años antes. De esta manera, el 6 de febrero de 1717, Reyes Balmaceda asumió finalmente como gobernador de la provincia del Paraguay.

## Gobierno
Desde el comienzo de su gobierno, Reyes Balmaceda, apoyado por parientes y amigos, contó con el cabildo y las principales autoridades eclesiásticas: la orden jesuítica y el cabildo eclesiástico. Esto le permitió hacer uso, en su provecho, de ambas jurisdicciones y explicarán las causas que iniciaron, casi de manera inmediata, la reacción contra el nuevo gobernador y su entorno y que terminarían más tarde en la denuncia ante la Real Audiencia de Charcas.
Catorce días después de su asunción, Reyes Balmaceda ordenó un sorpresivo ataque nocturno con 500 hombres contra una toldería de pacíficos indios payaguáes avecindados en las afueras de Asunción. Tras esta matanza injusta de personas, entre las que habían solo mujeres, niños y ancianos, tomó unos 70 prisioneros. Todos los adultos varones escaparon y la respuesta no se hizo esperar. Comenzaron los ataques a las embarcaciones comerciales en los ríos, asesinaron a jesuitas, uno de ellos pariente del gobernador y los vecinos protestaron por tener que vivir armados, sin poder cultivar sus campos debido a que los payaguáes contratados huyeron. El clima de inseguridad se extendió hasta la ciudad de Corrientes. Cómo respuesta puntual el gobernador transfirió los prisioneros a los jesuitas con el pretexto de que debían ser cristianizados y como medida defensiva de Asunción propuso construir un puesto en Arecutacuá, ubicado a unos 40 kilómetros al norte de la capital, sobre la ribera del río Paraguay.
El siguiente conflicto surgió con una partida de armas y municiones enviada por el Consejo de Indias al cabildo para su distribución entre la población y la milicia. El gobernador se adelantó enviando un barco a buscarlas a Santa Fe y se encargó del reparto. Tiempo después presentó al cabildo una carta en la que un superior de la orden jesuítica comunicaba que, dado que tenía en su poder 100 armas que le correspondían al cabildo, quería quedarse con ellas comprándolas para armar las milicias de las misiones. La reacción del cabildo ante esta intervención del gobernador fue inmediata: no solo manifestaron que esas armas le pertenecían y eran necesarias, sino que además apenas alcanzaban la mitad de las que se necesitaban. 
Otro conflicto surgió con el regidor más antiguo y de más prestigio en el cabildo, el general José de Abalos y Mendoza. Con la muerte del anterior gobernador, su yerno, Andrés Ortiz de Ocampo, albacea de los cuantiosos bienes del difunto, en un acuerdo por intereses con Reyes Balmaceda resolvieron embargar dichos bienes bajo el pretexto de “dar fianza para el juicio de residencia” y así dejar sin efecto algunas disposiciones del testamento. Luego, para demorar el trámite, el gobernador suspendió el juicio de residencia hasta dar aviso a la Audiencia de Charcas y repartió la custodia de los bienes entre tres amigos para que se beneficiaran durante la demora. Ortiz de Ocampo fue removido como albacea de su suegro y, despojado de sus bienes, recurrió al regidor Ávalos quien lo asesoró a que hiciera público el acuerdo con el gobernador. Al hacerlo, Reyes Balmaceda apresó a Ortiz de Ocampo y le obligó a que confesara quien lo había asesorado por lo que Ávalos quedó en evidencia. Cuando otros funcionarios se opusieron a distintas medidas o no autorizaron gastos o enviaron informes de sus actuaciones, terminaron siendo encarcelados al igual que Ávalos.

## Intervención de la Audiencia de Charcas
Finalmente, una carta fechada el 9 de octubre de 1719, escrita por la madre de Ávalos, pudo vulnerar los controles que tenía el gobernador sobre la correspondencia y llegó a la Audiencia de Charcas.
Como las denuncias no eran suficientes, la Audiencia comisionó al juez José García y Miranda para que exigiera al gobernador la entrega de todas las actuaciones de las personas detenidas, ponerlos en libertad si los motivos no fueran suficientes, levantar los embargos y devolver 1400 arrobas de yerba confiscadas. El 29 de mayo de 1720, García y Miranda, luego de enviar todo lo actuado, presentó su renuncia al no poder liberar a los encausados ni levantar los embargos. La Audiencia analizó la documentación y por real provisión multó al gobernador y al escribano y fiscal por irregularidades procesales y ordenó que los detenidos fueran liberados. A estos antecedentes, y en forma paralela, se sumaron los seis capítulos redactados por Pedro de Cárdenas que el 20 de septiembre de 1720 presentó en su nombre y ante la Audiencia el fiscal Francisco de Terrazas en los que se acusaba civil y criminalmente a Reyes Balmaceda y al teniente general José Delgadillo.

## Los seis capítulos de la acusación
•	El primero denunciaba la masacre de los pacíficos y avecindados indios payaguáes y las consecuencias que había producido. Se trataba de un cargo importante porque estaba prohibido hacer la guerra a los indios sin agotar los medios para mantener la paz.
•	El segundo lo acusaba de haber afectado la supervivencia de los pueblos guaraníes sacando más de 200 indios para beneficio propio en la recolección de yerba mate y tenerlos durante más de dos años sin paga ni alimento alguno. También haber obligado a españoles y milicianos, supuestamente en beneficio de su majestad, a transportar yerba mate y hacienda de su propiedad a los embarcaderos, sin pago alguno. 
•	Tercero: Realizar compras de ropa a extranjeros, lo que estaba prohibido, y obligar a los productores de yerba a que la acepten como moneda de pago a precios exorbitantes. Embargar yerba mate de primera calidad y transportarlos a su depósito para allí cambiarlos por otra de su propiedad que tenía menor calidad. Vender lar armas recibidas por el cabildo
•	Cuarto: Fijar nuevos impuestos con el pretexto del ramo de guerra precisamente en el momento en que el Rey mandaba derogar la sisa de Santa Fe para aliviar a los productores.
•	Quinto: Haber tomado el cargo de gobernador sin la dispensa real o "dispensa de naturaleza" Cnecesaria por estar casado con una mujer emparentada con importantes funcionarios provinciales, tanto civiles como eclesiásticos.
•	Sexto: Cerrar la provincia controlando personalmente la correspondencia de ingreso y egreso, entre otras cosas, para impedir que se pueda recurrir a los tribunales superiores.

## Llegada de Antequera y Castro
El 11 de enero de 1721, la Real Audiencia de Charcas nombró al protector de indios José de Antequera y Castro como juez pesquisidor para substanciar los seis capítulos en contra de Reyes Balmaceda debiéndose trasladar a Asunción para cumplir esta comisión. Traía instrucciones de que, en caso de encontrarlo culpable: a) Procediese a su detención y embargo de bienes y, b) Entregar una carta cerrada al cabildo donde la Audiencia lo nombraba gobernador provisorio de la provincia. El 21 de julio de 1721 llegó Antequera y Castro a Asunción siendo recibido por miembros del cabildo. En el “Memorial ajustado” escrito por Antequera quedaron registrados todos los testigos que comprobaron la veracidad de las imputaciones.
Conocida la misión de Antequera, un mes antes de su llegada, Reyes Balmaceda y su teniente general José Delgadillo salieron de Asunción y se refugiaron en la Misiones Jesuíticas buscando seguridad y apoyo político. La presencia de la Real Audiencia en la persona de Antequera produjo la reacción del poder jesuítico en favor de Reyes Balmaceda. Las autoridades jesuíticas recurrieron a sus contactos en España, en el gobierno de Buenos Aires, en el virreinato de Lima y hasta con el obispo de Asunción. Debe recordarse el poder económico que tenían basado en la disponibilidad de mano de obra, tierras fértiles, en la producción y exportación de yerba mate, las exenciones impositivas de que gozaban, embarcaciones propias, la libertad de navegación y sobre todo la capacidad militar.

## Destitución de Reyes Balmaceda
El 14 de septiembre, Antequera y Castro presentó al cabildo la Real Provisión dada por la Audiencia en carta cerrada para ser recibido de gobernador interino, ordenó la prisión de Reyes Balmaceda, el embargo de sus bienes junto a las de su hijo y lo mismo hizo con Juan Delgadillo impidiendo que puedan sacar de la provincia sus bienes y fugarse. La estrategia de la defensa de Balmaceda fue descalificar a los testigos en lugar de aportar pruebas que demostraran la falsedad de las acusaciones. Reyes Balmaceda intentó transformar este proceso de pesquisa en un juicio de residencia para ganar tiempo ya que la misma recién se iniciaría al terminar su mandato. Esta demora le permitiría trasladar todos sus bienes fuera de la provincia y/o transferirlos a terceros. De hecho, una gran porción de yerba mate ya la había enviado a Jujuy donde vivía su hijo Carlos de los Reyes Balmaceda. Por otro lado, para esa época, el juicio de residencia había entrado en franca decadencia. En un Auto del 19 de septiembre de 1749, el Consejo de Indias tuvo que reconocer oficialmente que los juicios de residencia estaban “maliciosamente corrompidos” habiéndose transformado en actos puramente formales.
Después de estar unos ocho meses en prisión, Reyes Balmaceda logró fugarse hacia Buenos Aires con la intención de pasar a España pero esto se modificó cuando llegó a Buenos Aires un oficio del virrey del Perú, fechado el 21 de febrero de 1722, en la que prorrogaba su gobierno por un periodo más de cinco años y anulaba lo actuado por Antequera. 
Cuando la Audiencia recibió el oficio del virrey envió una carta, con fecha 13 de mayo de 1722, en la que adjuntaba todos los antecedentes que había enviado Antequera y Castro y que probaban la veracidad de los capítulos contra el gobernador. También pedía el reconocimiento de Antequera en el gobierno y que no se repusiese a Reyes Balmaceda por los serios problemas que acarrearía su retorno a la Provincia. Al mismo tiempo, la Audiencia expidió una Real Provisión en la que mandaba que las partes en litigio se abstuvieran de innovar hasta tanto el virrey, por intermedio de la Audiencia, no enviara una resolución que resolviera el conflicto.
Interín, con la resolución del virrey en su poder, Reyes Balmaceda decidió recuperar su gobierno. Desde San Ignacio Guazú avisó su regreso al cabildo mientras se hacía reconocer como gobernador en ese pueblo jesuítico. Cuando tuvo noticias de que el alcalde de la Santa Hermandad, con 200 hombres, venía para volverlo a prisión, retrocedió y buscó protección en las reducciones jesuíticas. Luego de estar allí seis meses, en abril de 1723, se trasladó a Corrientes cuando supo que el virrey había enviado un segundo oficio relacionado con su restitución y que el gobernador de Buenos Aires había ordenado al alcalde provincial de Corrientes que fuera a Asunción con este nuevo oficio para pedir al cabildo su restitución. Este intento fracasó y el comisionado volvió a Corrientes.
En uso de sus atribuciones como pesquisidor [Rec. Leyes de Indias, t.II, libro VII, tit. I, ley XXII] Antequera envió soldados fuera de su jurisdicción y apresó a Reyes Balmaceda en Corrientes con vista no solo a controlar su persona sino limitar sus gestiones y contactos externos para conseguir su restitución. Dos años después, el 29 de abril de 1725, el gobernador Bruno de Zavala ingresó a Asunción y liberó a Reyes Balmaceda pero no lo repuso en el cargo pues nombró como gobernador al Teniente General de Santa Fe, Martín de Barúa en reemplazo del gobernador interino Ramón de las Llanas.

## Reyes Balmaceda en la literatura
Roa Bastos, en su novela Yo, el Supremo explica:

“El juez pesquisidor vino no con la fe del carbonero que se santigua. Llegó, vio, pesquisó todo muy a fondo. Le sublevó lo que vio. La corrupción absolutista había acabado por infestarlo todo. Los gobernadores traficaban con sus cargos. La corte hacía manga ancha con los que le hacían la corte […] Diego de los Reyes Balmaceda compró la gobernación del Paraguay por unos patacones. De un puntapié Antequera expulsó al crápula Reyes que fue a quejarse al virrey […]Así estaban de corrompidos estos Reinos de Indias”.(Roa Bastos, 1974, p. 39)